# Corcyranillus
Corcyranillus is een geslacht van kevers uit de familie van de loopkevers (Carabidae). De wetenschappelijke naam van het geslacht is voor het eerst geldig gepubliceerd in 1937 door Jeannel.

## Soorten
Het geslacht Corcyranillus omvat de volgende soorten:
- Corcyranillus abnormis (J.R. Sahlberg, 1900)
- Corcyranillus menozzii (Schatzmayr, 1936)